# Бараново (Куявсько-Поморське воєводство)
Бараново (пол. Baranowo, нім. Lammfeld) — село в Польщі, у гміні Крушвиця Іновроцлавського повіту Куявсько-Поморського воєводства.
Населення — 93 особи (2011).
У 1975-1998 роках село належало до Бидгощського воєводства.

## Демографія
Демографічна структура станом на 31 березня 2011 року:
|          | Загалом | Допрацездатний вік | Працездатний вік | Постпрацездатний вік |
| -------- | ------- | ------------------ | ---------------- | -------------------- |
| Чоловіки | 49      | 7                  | 37               | 5                    |
| Жінки    | 44      | 7                  | 30               | 7                    |
| Разом    | 93      | 14                 | 67               | 12                   |